# Xaviera manca
Xaviera manca là một loài côn trùng trong họ Mantispidae thuộc bộ Neuroptera. Loài này được Gerstaecker miêu tả năm 1885.